# Keith Magnuson
Keith Arlen Magnuson (* 27. April 1947 in Saskatoon, Saskatchewan; † 15. Dezember 2003 in Vaughan, Ontario) war ein kanadischer Eishockeyspieler, der während seiner aktiven Karriere für die Chicago Black Hawks in der National Hockey League auf der Position des Verteidigers spielte.

## Karriere
Keith Magnuson begann seine Karriere im Jahr 1963 bei den Saskatoon Midwest Litho, ehe er im Folgejahr zu den Saskatoon Blades in die Saskatchewan Junior Hockey League wechselte. In insgesamt 59 Partien erreichte er 13 Punkte und erhielt 83 Strafminuten. Von 1965 bis 1969 spielte er im Eishockeyteam der University of Denver, mit der er zwei nationale College-Meisterschaften gewann. Magnuson wurde nie gedraftet und unterzeichnete im September 1969 als Free Agent einen Vertrag bei den Chicago Black Hawks. Bereits in seiner ersten Spielzeit konnte er sich im NHL-Team der Black Hawks einen Stammplatz sichern, als er in 84 Partien auflief und 23 Punkte erzielte.
In derselben Spielzeit gewann er mit der Mannschaft erstmals die East Division. Nachdem das Team in der ersten Runde der Play-offs die Detroit Red Wings in vier Spielen bezwingen konnte, folgte in der zweiten Runde gegen die Boston Bruins das Ausscheiden aus dem Wettbewerb. Auch in der folgenden Saison gewann die Mannschaft erneut den Divisiontitel und besiegte in den Play-offs die Philadelphia Flyers und New York Rangers.
In der sieben Spiele andauernden Serie um den Gewinn des Stanley Cup verlor Magnuson mit den Black Hawks knapp gegen die Montréal Canadiens. Obwohl er während seiner Zeit in Chicago mit der Mannschaft insgesamt acht Mal den Divisionstitel erringen konnte, war das Team nie in einer Finalserie erfolgreich.
Direkt nach seinem Karriereende als aktiver Spieler übernahm er das Amt des Cheftrainers bei den Blackhawks und führte die Mannschaft durch die Saison 1980/81. Das Team qualifizierte sich für die Play-offs, unterlag jedoch in der ersten Runde gegen die Calgary Flames. Im Verlauf der folgenden Spielzeit wurde er nach mäßigen Resultaten durch Bob Pulford ersetzt.
Am 15. Dezember 2003 starb er bei einem Verkehrsunfall auf der Rückfahrt von der Beerdigung seines Bekannten Keith McCreary, in den auch der ehemalige Eishockeyspieler Rob Ramage verwickelt war. Ramage wurde schließlich zu vier Jahren Haft verurteilt. Die Chicago Blackhawks ehrten den verstorbenen Magnuson am 12. November 2008, als sie sein Trikot mit der Nummer 3 unter die Hallendecke des United Center hingen. Die Nummer wird an keinen anderen Spieler der Blackhawks mehr vergeben.

## Erfolge und Auszeichnungen
| - 1966 Broadmoor-Trophy-Gewinn mit der University of Denver - 1967 WCHA First All-Star Team - 1967 WCHA Sophomore of the Year (gemeinsam mit Bob Munro) - 1968 Broadmoor-Trophy-Gewinn mit der University of Denver - 1968 NCAA Division-I-Championship mit der University of Denver - 1968 WCHA First All-Star Team - 1968 WCHA Most Valuable Player - 1968 NCAA Championship All-Tournament Team - 1968 NCAA West First All-American Team | - 1969 Broadmoor-Trophy-Gewinn mit der University of Denver - 1969 NCAA Division-I-Championship mit der University of Denver - 1969 WCHA First All-Star Team - 1969 NCAA West First All-American Team - 1969 NCAA Championship All-Tournament Team - 1969 NCAA Championship Tournament MVP - 1971 Teilnahme am NHL All-Star Game - 1972 Teilnahme am NHL All-Star Game |